# Nyilas (Szlovákia)
Nyilas (1899-ig Nagy-Hnilecz, szlovákul: Hnilec, lengyelül: Hnilec Wielki) község Szlovákiában, a Kassai kerület Iglói járásában.

## Fekvése
Iglótól 22 km-re délre, a Gölnic partján fekszik.

## Története
1290 után keletkezett bányásztelepülés, 1315-ben „Guylnicz” néven említik először. Főként ezüstöt bányásztak itt, amelyet nagyrészt Lengyelországba exportáltak. Lakói később fuvarozók, molnárok voltak, gőzfűrész üzemben dolgoztak, szövéssel, faeszközök készítésével foglalkoztak. A középkorban a Máriássy család tulajdona, majd a 17. századtól az Andrásyaké. Korábbi lakói kevés kivétellel szepesi szlovákok, akik a virágzó bányászati és kohászati ipar miatt telepedtek le ezen a vidéken. 1828-ban 30 házában 218 lakos élt. A monarchia idején a mai Nyilas két részből, Gömörhnilecből és Szepeshnilecből (más néven Iglóvéghely) állt. A két rész között a Gölnic folyó képezte a határt. A 19. században a kamarához tartozó vaskohó működött itt.
A 19. század közepén Fényes Elek leírásában: „Hnilecz, tót falu, Szepes vmegyében, a Gölnicz vizénél, Gömör vmegye szélén: 187 kath., 31 evang. lak. Kath. paroch. templom. Vashámorok. Szép erdő. F. u. a kamara. Ut. p. Lőcse.”
Borovszky Samu monográfiasorozatának Gömör-Kishont vármegyét tárgyaló része szerint: „Nagyhnilecz, a Gölnicz patak mellett fekvő tót kisközség, 84 házzal és 438 róm. kath. vallású lakossal. Hajdan a krasznahorkai vár birtokai közé tartozott és azok sorsában osztozott. Most gróf Andrássy Dénesnek van itt nagyobb birtoka. A község határa 1848-ban ütközet szinhelye volt. Templom nincs a községben. Postája és vasúti megállóhelye Nagyveszverés, távírója pedig Betlér.”
A trianoni békediktátumig gömöri része Gömör és Kishont vármegye Rozsnyói járásához tartozott, szepesi része pedig Igló város részét képezte. 1910-ben a Gömörnyilasnak 408, Iglóvéghelynek 328 lakosa volt.
A gömöri és szepesi községrészt 1926-ban egyesítették és 1954-ig Igló város része volt, azóta önálló község.

## Népessége
| Év:            | 1994. | 2004.    | 2014.    | 2024.   |
| -------------- | ----- | -------- | -------- | ------- |
| Emberek száma: | 568   | 508      | 438      | 411     |
| Eltérés:       |       | -10,56 % | -13,77 % | -6,16 % |

| Év:            | 2023. | 2024.   |
| -------------- | ----- | ------- |
| Emberek száma: | 407   | 411     |
| Eltérés:       |       | +0,98 % |

1910-ben 408, túlnyomórészt szlovák lakosa volt.
2001-ben 545 lakosából 518 szlovák és 20 cigány volt.
2011-ben 451 lakosából 425 szlovák.

## Nevezetességei
- Szűz Mária tiszteletére szentelt, római katolikus temploma 1897-ben épült neogótikus stílusban.
- Barokk kastélya a 18. század második felében épült.

## Híres emberek
- Itt élt és dolgozott Štefan Mišík történész, néprajzkutató, a szlovák nemzeti mozgalom harcosa.